# Guadalupe Amaro
Guadalupe Amaro Ferreira (Chamusca, Portugal, 1995) es una activista portuguesa.

## Biografía
Guadalupe nació en Chamusca en diciembre de 1995, hija de un trabajador de un restaurante y de una empleada de secundaria. Sus abuelos maternos, de la parroquia de Ulme, también en el municipio de Chamusca, eran agricultores. Sus abuelos paternos eran repatriados de Angola, que llegaron a Portugal en la época de la descolonización, en 1975. El linaje paterno de Guadalupe desciende del soba de Bié, Soma Inene (Rei) Viye, que fue derrotado por el ejército portugués en 1903, durante las campañas de pacificación de la entonces colonia portuguesa de Angola. Una de sus tatarabuelas era hija del sertanejo Silva Porto y de una esclava de Katanga. Guadalupe ha relatado en varias entrevistas que sufrió diversas penurias durante su infancia, ya que su familia era muy pobre, y también padeció malos tratos físicos por parte de su padre. Durante su adolescencia, Guadalupe llegaría a identificarse abiertamente como un adolescente gay, ya que, como diría más tarde, no tenía referencias transgénero que le permitieran identificarse como mujer en ese momento. En 2013, tras terminar la enseñanza secundaria, se trasladó a Lisboa para estudiar Veterinaria en la Facultad de Veterinaria de la Universidad de Lisboa, carrera que terminó en 2022 con matrícula de honor. En esta facultad, Guadalupe fue alumna de Pedro dos Santos Frazão, diputado de Chega en la Asamblea de la República desde 2022.
El traslado a Lisboa cambiaría definitivamente la vida de Guadalupe. El contacto con otras realidades, sobre todo LGBT, y la frecuentación del ambiente gay lisboeta hicieron que en un determinado momento Guadalupe comenzara a identificarse como mujer. El cambio de género en los documentos oficiales no se produciría hasta 2020, y eligió el nombre de «Guadalupe» tras consultar una lista de nombres en el registro civil. Al mismo tiempo, Guadalupe mantenía una cuenta en la red social Twitter (ahora X), que alimentaba a diario con comentarios sobre política, trivialidades y confesiones íntimas que se hicieron muy populares, lo que le valió un creciente número de seguidores. Guada, como también se la conoce, saltó definitivamente a la palestra en 2021 tras recaudar más de 15.000 euros en una petición online para someterse a una operación de reasignación de sexo en un hospital privado.  Desde entonces, se ha convertido en militante del Partido Comunista Portugués, ha participado en varios programas de televisión junto a Fábio Porchat, Bruno Nogueira y Diogo Faro, e incluso ha presentado algunos episodios de Curto Circuito, en SIC Radical, junto a Luana do Bem. Guada también es columnista de los periódicos Novo y Público. Su meteórico ascenso al estrellato no estuvo, sin embargo, exento de polémica. En 2021, fue invitada por Manuel Luís Goucha a una entrevista en el programa Goucha de TVI, pero ella se negó y acusó al presentador de intentar instrumentalizarla a ella y a la comunidad trans, acusándolo también de ser una vergüenza para la comunidad LGBT e incluso llamándolo «cerdo». La polémica fue portada de varias revistas del corazón. Inesperadamente, en 2024, Guada eliminó su cuenta X (antes Twitter) justo cuando su popularidad estaba alcanzando su punto álgido. Maniobra estratégica o cansada de la exposición pública, la «It Trans» portuguesa sigue teniendo, sin embargo, una ajetreada vida social, frecuentando las fiestas privadas de las mayores celebridades de Lisboa y Cascais. Según la misma fuente, Guadalupe ha sido invitada a participar en la serie erótica O Clube, de la SIC.